# Isola di Giardinelli
L'isola di Giardinelli (in dialetto maddalenino: Isuleddu) è un'isola del mar Tirreno situata tra La Maddalena - a cui appartiene amministrativamente - e Caprera, nella Sardegna nord-orientale.

Si trova all'interno del parco nazionale dell'Arcipelago di La Maddalena. È collegata a La Maddalena da un istmo artificiale.

## Ambiente e spiagge
Nell'isola sono presenti numerose spiagge e insenature molto frequentate nella stagione estiva, fra cui la famosa Testa del Polpo (in dialetto: Capocchia d'u Purpu), chiamata così per la massiccia rocca granitica al lato della spiaggia che ricorda la testa di un polpo.